# イマジンスタジオ
イマジンスタジオ（imagine STUDIO）はニッポン放送本社にある大型多目的公開スタジオ。ここでは、かつて同じ地にあったニッポン放送旧社屋の糖業会館に存在したラジオハウス銀河（通称：銀河スタジオ、略称:銀スタ）についても記述する。

## 概要
ニッポン放送は、旧本社時代に3階に「ラジオハウス銀河」（旧第1スタジオ(通称「1スタ」)　石森章太郎命名・デザイン　通称「銀河スタジオ」、略称「銀スタ」）が存在していた。その名の通り、宇宙をイメージした照明で、当時最先端の技術や内装を誇る大型スタジオだった。番組の公開収録や『ラジオ・チャリティー・ミュージックソン』の生放送と募金の電話受付が行われ、その他にもスタジオの運用状況によって通常の形式での番組収録に使われた他、ニッポン放送がかかわる大きな催しも一手に引き受けていた。その中には、音楽ライブ・寄席の他にバーゲン会場、さらには雪を持ち込んでスキーを行うという、当時のニッポン放送らしいイベントも行われていた。喜多郎が、同スタジオのテーマ曲として『ラジオハウス銀河のテーマ・ユートピアの旅』を作曲し、非売品のレコードも制作されている。
1997年に本社建て替え事業のため、ニッポン放送がお台場のFCGビルに移転した後、有楽町の建物そのものは分室として営業部門がしばらく残った。しかし、お台場には公開放送などに用いるための大型スタジオが無い関係から、移転後も銀河スタジオは『ラジオ・チャリティー・ミュージックソン』などで使用され続けた。1998年の『福山雅治のオールナイトニッポン』最終回もこのスタジオから放送された。その後、建て替え事業は本格的な建設に着手し始め、銀河スタジオは閉鎖。旧社屋は2001年8月に解体された。
2003年12月、現本社社屋内に公開ライブ型スタジオを設ける事を発表。当時社長であった亀渕昭信がディレクター時代から、ビートルズやジョン・レノンへの思い入れが強く、半年前の同年6月に亀渕自ら直接、オノ・ヨーコに「イマジン・スタジオ」の命名を申入れた、オノは「平和を愛するジョンのスピリットを長く伝えていただけるなら」と快諾し、ロゴは生前のジョン直筆で「imagine」の楽曲名を、壁面に歌詞とオノのサインを刻んだ、4.8メートルのプレートが埋め込まれた。
その後、2004年4月に新本社ビルが竣工され、同スタジオを最初に稼働したのは、開局記念日である同年7月15日に、同局50周年記念特別番組の『ニッポン放送開局記念日スペシャル 笑顔が一番!あなたと一緒に50年』を編成し、生放送した。以後、同年9月6日に新社屋からの放送を開始し稼働している。
主に使用される番組は『ロッテヤンスタNo1』や『中山秀征の有楽町で逢いまSHOW』、『ラジオ・チャリティー・ミュージックソン』等客入りを想定した番組や、一般のスタジオで放送している番組で身体を動かすことを想定して、広い場所を確保する時（『オードリーのオールナイトニッポン』等）や、同社6階の収録スタジオの都合で使えない際に使用されるケースもある。新型コロナウィルスが流行した2020年以降の場合、出演者同士の距離を確保する観点で使用されるケースもある。「高田文夫プロデュース 白鶴寄席」等イベントとしてニッポン放送後援のイベントにも貸し出される事もあり、その他にも前述のビートルズ、ジョン・レノン関連のイベント として使用される事もある。

## 施設
- 収容人数：300人（スタンディング）、150人（着席）
- 面積：150平方メートル
- 控え室：3室[6]（6畳程）